# شيموس ماكغارفي
شيموس ماكغارفي (بالإنجليزية: Seamus McGarvey)‏ (و. 1967 – م) هو مصور سينمائي من المملكة المتحدة. 

## وصلات خارجية
- شيموس ماكغارفي على موقع IMDb (الإنجليزية)
- شيموس ماكغارفي على موقع قاعدة بيانات الأفلام العربية
- شيموس ماكغارفي على موقع ألو سيني (الفرنسية)
- شيموس ماكغارفي على موقع أول موفي (الإنجليزية)
- شيموس ماكغارفي على موقع بوكس أوفيس موجو (الإنجليزية)
- شيموس ماكغارفي على موقع قاعدة بيانات الأفلام السويدية (السويدية)
- شيموس ماكغارفي على موقع قاعدة بيانات الفيلم (الإنجليزية)
- شيموس ماكغارفي على موقع كينوبويسك (الروسية)